# Anne Henriksdatter Sara
Anne Henriksdatter Sara (født 1797, død 16. december 1870) deltog i Kautokeinooprøret i november 1852. Hun blev 14. februar 1854 dømt af Højesteret til livsvarig straffearbejde. Hun blev benådet i 1864. Hun var gift med Aslak Mortensen Skum.

## Links
- Domen 6. august 1854